# روث غيتس
روث غيتس (بالإنجليزية: Ruth Gates)‏ هي أحيائية أمريكية، ولدت في 28 مارس 1962 في Akrotiri (village) ‏ في المملكة المتحدة، وتوفيت في 25 أكتوبر 2018 في كايلو (هاواي) في الولايات المتحدة.